# Малая Ничка
Ма́лая Ни́чка — село в Минусинском районе Красноярского края. Входит в состав Большеничкинского сельсовета.

## География
Село расположено на правом берегу реки Ничка, при автодороге 04К-620. Абсолютная высота — 367 м над уровнем моря.
Климат
Климат характеризуется как резко континентальный, с продолжительной морозной зимой и коротким тёплым летом. Среднегодовая температура воздуха составляет −3,4°С. Средняя температура воздуха самого тёплого месяца (июля) составляет 16,9 °C; самого холодного (января) — −22,4 °C. Среднегодовое количество атмосферных осадков составляет 510 мм.

## История
В 1926 году в деревне Малая Ничка имелось 225 хозяйств и проживало 1088 человек (540 мужчин и 548 женщин). В национальном составе населения того периода преобладали русские. Действовала школа I ступени. В административном отношении являлась центром Малоничкинского сельсовета Минусинского района Минусинского округа Сибирского края.

## Население
| 2010 |
| ---- |
| 450  |

Половой состав
По данным Всероссийской переписи населения 2010 года в гендерной структуре населения мужчины составляли 46,9 %, женщины — соответственно 53,1 %.
Национальный состав
Согласно результатам переписи 2002 года, в национальной структуре населения русские составляли 90 % из 519 чел.